# Konrad Wasielewski

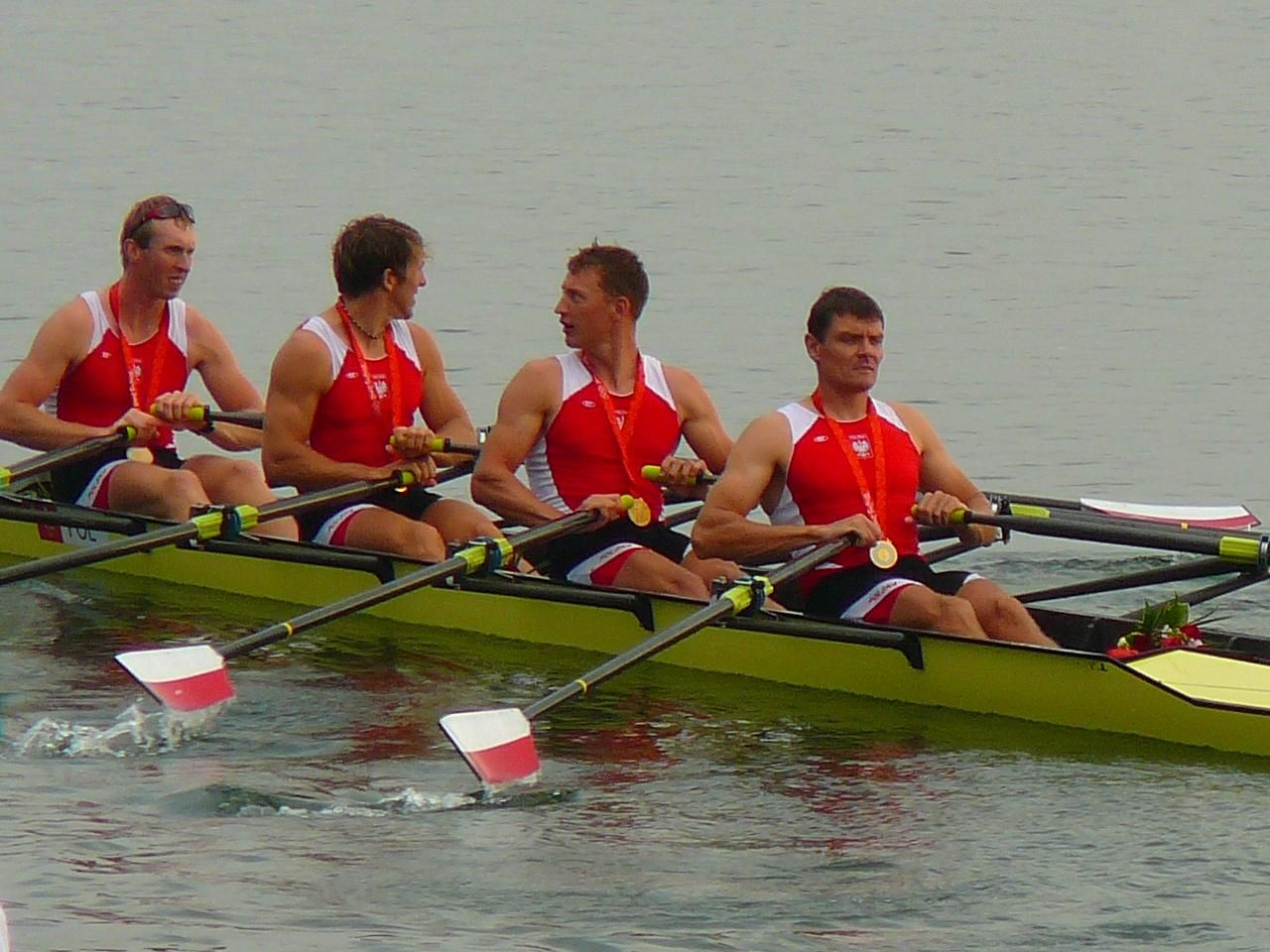
Pequim 2008. Quarteto polonês conquistou a medalha de ouro (Wasielewski, Kolbowicz, Jeliński e Korol)

Konrad Henryk Wasielewski (Estetino, 19 de dezembro de 1984) é um remador polonês, campeão olímpico.

## Carreira

### Pequim 2008
Wasielewski competiu no skiff quádruplo, ele conquistou a medalha de ouro com Michał Jeliński, Marek Kolbowicz e Adam Korol.